# Consejo Musulmán de Cooperación en Europa
El Consejo Musulmán de Cooperación en Europa (en francés: Conseil musulman de coopération en Europe) (CMCE) es una entidad de ámbito europeo que pretende representar a los ciudadanos de Europa de religión musulmana ante la administración de la Unión Europea.
Fue creado en 1996, en Estrasburgo, donde se encontraba su primera sede. Entre los fundadores destacan la mezquita de Estrasburgo (Francia), el Consejo Central de los Musulmanes de Alemania, el Consejo Supremo de los Musulmanes en Bélgica, la Unión de Comunidades Islámicas de España (UCIDE) de la Comisión Islámica de España, la mezquita Adda'wa  de París y la Comunidad Religiosa Islámica Italiana (COREIS). En 1997 participó en el proyecto "Un alma para Europa", enmarcado el "Diálogo con las religiones, las iglesias y el humanismo", formando parte del grupo de los asesores políticos de la Comisión Europea.

## Representantes
La directiva del CMCE está compuesta por sus representantes electos:
- Presidente: D. Mohamed Laroussi .
- Vicepresidente: Sr. D. Riay Tatary .
- Secretario: Dr. Mamoun Mobayed .
- Vocales: D. Yahya Pallavicini , Dr. Nadeem Elyas  y Zoltan Bolek .

Delegados en el comité de coordinación ante la Comisión Europea: Dr. Mohammad Hawari, Prof. Mohammed Jamouchi.